# Локации мира Гарри Поттера
В отличие от таких сказочно-фантазийных саг, как Властелин колец, где действие относится к забытым мифологическим временам истории мира, или «Хроник Нарнии», локализованных в некоем параллельном мире, связанным с земным миром волшебными порталами, события серии романов о Гарри Поттере совершаются на современной автору Земле. Волшебные места, такие как Косой переулок, Платформа 9¾, Хогвартс, не находятся в отличном от привычного нам пространственно-временном континууме, но просто отделены от окружающего мира чарами, делающими их непроницаемыми для маглов, людей, лишённых магических способностей. Именно такие объяснения по поводу Хогвартса даёт Гермиона Грейнджер Гарри Поттеру во время Кубка мира по Квиддичу в книге «Гарри Поттер и Кубок огня». Многочисленные свидетельства отсутствия резкой границы между магическими и немагическими местами в мире Гарри Поттера можно найти и в самих событиях семикнижья. Волшебные места становятся доступны неволшебникам, к примеру, родителям маглорожденных учеников Хогвартса, если их сопровождает кто-то из магов. В Лондоне находятся такие локации романов, как Платформа 9¾, Косой переулок, Министерство магии или Больница Святого Мунго.

## Жилища

### Нора
Нора (в немецком переводе более точно — «Лисья нора») — дом семейства Уизли. Видимо, изначально дом был меньше нынешнего, но с появлением новых детей в семье к дому пристраивали всё новые комнаты, и дом, сохраняя старый фундамент, оброс новыми этажами.
Кроме того, в доме живёт старый семейный упырь, который любит время от времени скрипеть и завывать.

#### Расположение
Нора находится недалеко от деревни Оттери-Сент-Кэчпоул. На дом наложены маглоотталкивающие чары, и даже почтальоны не знают о его существовании. Уизли живут недалеко от многих волшебных семей: Лавгудов, Фоссетов и Диггори. За время своего существования «Нора» была домом Артура, Молли Уизли и их детей. Также в доме гостили Гарри Поттер и Гермиона Грейнджер, а также некоторые члены Ордена Феникса.

#### Внешние помещения
Дом имеет два входа: парадный и задний. Возле парадного входа висит табличка «Нора», а на заднем крыльце — набор резиновых сапог разного размера, для всех членов семьи. На заднем дворе есть несколько вспомогательных построек: маленькое помещение с гаражом, в котором стоял раньше Форд «Англия» Артура Уизли, курятник, каменный сарай, который Уизли преобразовали в чулан для мётел и где младшие Уизли держат свои летающие мётлы во время их пребывания дома. Джинни с шести лет тайком брала мётлы братьев и училась на них летать. В шестой книге Альбус Дамблдор и Гарри Поттер разговаривают в этом сарайчике перед тем, как войти в дом.
Позади дома есть большой сад с водоёмом, полным лягушек. В саду живут гномы. Уизли регулярно выдворяют их, однако гномы всегда возвращаются. Сад часто используется Уизли, чтобы разместить столы, когда дома собираются обедать слишком много людей, а на улице не холодно.
Для свадьбы Билла и Флёр Делакур был убран сад и посажены новые кустарники около двери в кухню.
Интересно, что во втором фильме «Нора» окружена деревьями. В последующих фильмах деревьев нет.

#### Интерьер
Интерьер Норы удобен, хоть мебель разномастна: тут невозможно встретить две вещи, сделанные в одном стиле. В седьмой книге весь дом подвергся чистке и уборке при подготовке к свадьбе Билла и Флёр.

##### Кухня
На кухне есть большой деревянный стол с восемью стульями. В четвёртой и шестой книгах из-за большого количества гостей дома за кухонным столом не могли поместиться все, поэтому ужин устраивали снаружи.

##### Гостиная
Гостиная — удобная комната с диваном и креслами. Есть большой камин, который входит в сеть летучего пороха. Из вещей тут также находятся деревянное радио и большие волшебные часы.
Именно в этой комнате положили раненного Северусом Снеггом Джорджа Уизли, сюда пришли помянуть Аластора Грюма, когда Билл Уизли принёс весть о его гибели. В гостиной Руфус Скримджер зачитывал завещание Альбуса Дамблдора Гарри, Рону и Гермионе.

##### Спальни
В Норе есть по крайней мере шесть спален; спальни Норы с трудом уместили 15 человек в седьмой книге. Артур и Молли спят в одной спальне, Фред и Джордж — в другой. Другие братья тоже живут в комнатах по двое, но у Джинни, как единственной девочки в семье, собственная спальня. Её комната находилась на третьем этаже и была маленькой, но яркой. Она украсила комнату постерами «Ведуний» и капитана Холихедских Гарпий Гвеног Джонс. Гермиона Грейнджер часто жила в этой комнате вместе с Джинни, когда посещала семью Уизли. В отличие от Гарри, который был в комнате всего один раз, в его день рождения в книге «Гарри Поттер и Дары смерти». Флёр Делакур осталась в комнате Джинни на Рождество в шестой книге, к недовольству хозяйки комнаты.
На втором этаже жили Фред и Джордж. Они часто проводили там эксперименты; в результате спальня продолжала пахнуть порохом даже после того, как они съехали. После того, как они купили магазин и жили над ним, они всё ещё использовали комнату как склад. Спальня Перси была также на втором этаже. Перси оставил свою комнату в пятой книге. До свадьбы в комнате жили Флёр и Габриэль.
Билл имел собственную комнату и возвратился в неё, вернувшись в страну в пятой книге, чтобы помочь Ордену Феникса. В его комнате на Рождество жил Римус Люпин, а Билл поселился с Фредом и Джорджем.
У Рона есть маленькая комната наверху дома под чердаком. Его комната была заклеена эмблемами «Пушек Педдл», и он часто жил в ней с Гарри Поттером во время его пребывания в доме. Некоторое время, пока происходил поиск крестражей, в этой комнате провёл семейный упырь, зачарованный под «заболевшего» Рона.

### Годрикова Впадина
Годрикова Впадина (другие переводы «Годрикова Лощина», «Лощина Годрика» и «Годрикова Долина» (англ. Godric’s Hollow) — поселение на юго-западе Англии, где бок о бок живут маги и маглы. Место проживания семейства Поттеров до их смерти. Также тут жили семья Дамблдоров и историк магии Батильда Бэгшот.
Возраст деревни насчитывает не одну сотню лет. Именно здесь родился один из четырёх основателей Хогвартса Годрик Гриффиндор (в его честь и назвали поселение), здесь на кладбище находится и могила Игнотуса Певерелла, младшего из братьев Певереллов, кровь которых, по словам самой Джоан Роулинг, течёт в каждом маге. Также на знаменитом кладбище Годриковой Впадины похоронены Джеймс и Лили Поттер, Кендра и Ариана Дамблдор. Находящийся на окраине деревни Дом Поттеров сохранён магами как своеобразный мемориал «Мальчику, Который Выжил». Маглы его не видят. На его калитке присутствует вывеска со сведениями о судьбе дома, родителей Гарри и его самого.

### Литтл-Хэнглтон
Литтл-Хэнглтон — деревушка, примостившаяся между двумя холмами, на одном из которых стоит «Дом Реддлов». Сами Реддлы там не живут уже очень давно. Однажды они все были найдены мёртвыми. Полиции не удалось найти ни убийцу, ни причину смерти: все трое, мистер и миссис Реддл и их сын Том, были на момент смерти абсолютно здоровы. Дом с тех пор поменял нескольких владельцев, но никто из них долго там не жил. Последний хозяин «Дома Реддлов» вообще там не появлялся.
На местном кладбище покоятся останки семьи Реддлов. Именно здесь, у могилы отца, возродился Волан-де-Морт. Здесь на глазах у своих верных Пожирателей смерти он устроил дуэль с юным Гарри Поттером, которая закончилась ничьей.
В Литтл-Хэнглтоне есть ещё одна достопримечательность, но мало кто из жителей о ней знает, а кто знает, не считает её достопримечательностью: она выглядит как старое полуразвалившееся жилище. Именно здесь жила семья Мраксов, последних прямых потомков одного из основателей Хогвартса Салазара Слизерина. Судьба этих людей печальна. Меропа Мракс сбежала с сыном владельцев Реддлов Томом, который потом бросил её беременной. Родив ребёнка, она умерла в магловском приюте. Марволо Мракс пережил дочь всего на несколько лет, а Морфин Мракс, старший брат Меропы, закончил свои дни в Азкабане за убийство, которого не совершал.

### Литтл Уингинг
Литтл Уингинг (англ. Little Whinging) — небольшой городок, пригород Лондона, где живёт семья родной тёти Гарри Поттера Петуньи Дурсль и где жил сам Гарри Поттер. До одиннадцати лет он не покидал Литтл Уингинг, а после поступления в школу магии и волшебства Хогвартс приезжает сюда на летние каникулы вплоть до седьмой книги включительно. Городок находится недалеко от Лондона: дядя Вернон ездит туда каждый день на работу.

### Поместье Малфоев
Поместье Малфоев (Малфой-мэнор) — старинный особняк и участок земли с парком в Уилтшире, принадлежащий семье Малфоев и передающийся из поколения в поколение. Особняк долгое время был штаб-квартирой Пожирателей смерти. В седьмой книге Гарри с друзьями проникают в поместье, вызволяя оттуда Полумну Лавгуд, Олливандера и Крюкохвата. Тут был смертельно ранен Добби.

### Площадь Гриммо, 12
Дом по адресу Лондон, площадь Гриммо, 12 (в другом переводе — площадь Мракэнтлен) принадлежал семье Блэков. На момент появления этого дома в повествовании здесь проживает последний представитель семьи Блэков мужского пола — Сириус Блэк.
Когда-то на этот старинный дом отец Сириуса наложил все защитные заклинания, какие знал. Дом отсутствует на всех картах, как магловских, так и магических; дом невозможно увидеть или обнаружить при помощи зрения, обоняния, осязания, приборов и даже заклинаний. А после того, как Альбус Дамблдор навёл на дом заклятие Доверия («Фиделиус»), более безопасного места нельзя найти, пожалуй, во всей Англии, кроме Хогвартса и Гринготтса.
За 20 лет до событий книг здесь жили родители Сириуса, его брат и он сам. Потом в 16 лет Сириус сбежал из дома, Регулус исчез, и никто из домашних не знал куда. Скончался отец, и его не намного пережила мать. В доме остался только домашний эльф Кикимер. В пятой книге здесь разместилась штаб-квартира Ордена Феникса. Это была практически единственная помощь, которую мог предоставить Ордену скрывающийся от магического правосудия Блэк. Дом стал, по сути, его добровольной тюрьмой: только тут Сириус был в безопасности.
После смерти крёстного дом на пл. Гриммо, 12 переходит по завещанию Гарри Поттеру. Правомерность этого перехода Дамблдор проверяет очень просто: вызывает Кикимера и просит Гарри что-нибудь приказать эльфу. Поскольку домовик исполняет приказания Гарри молниеносно и беспрекословно, старый директор удовлетворён: дом действительно принадлежит Поттеру. А Гарри, испытывающий отвращение к дому, который был для Сириуса тюрьмой, разрешает Ордену и дальше держать там штаб-квартиру.
Дом на пл. Гриммо, 12 становится убежищем для Гарри, Рона и Гермионы, когда они вынуждены прятаться от Пожирателей смерти, рыщущих в поисках Гарри по всей стране. После смерти Дамблдора хранителями заклинания Доверия становятся все, кто входил в этот дом. Однажды, спасаясь от преследования, ребята трансгрессируют к своему убежищу с Пожирателем Яксли на хвосте. Яксли успевает увидеть дверь дома, и заклинание Фиделиус разрушается. Теперь в этот дом может попасть Яксли и любой, кого он с собой приведёт. Отныне ребятам приходится скрываться где угодно, но только не на пл. Гриммо.
Дальнейшая судьба дома в романе не описана.

### Коттедж «Ракушка»

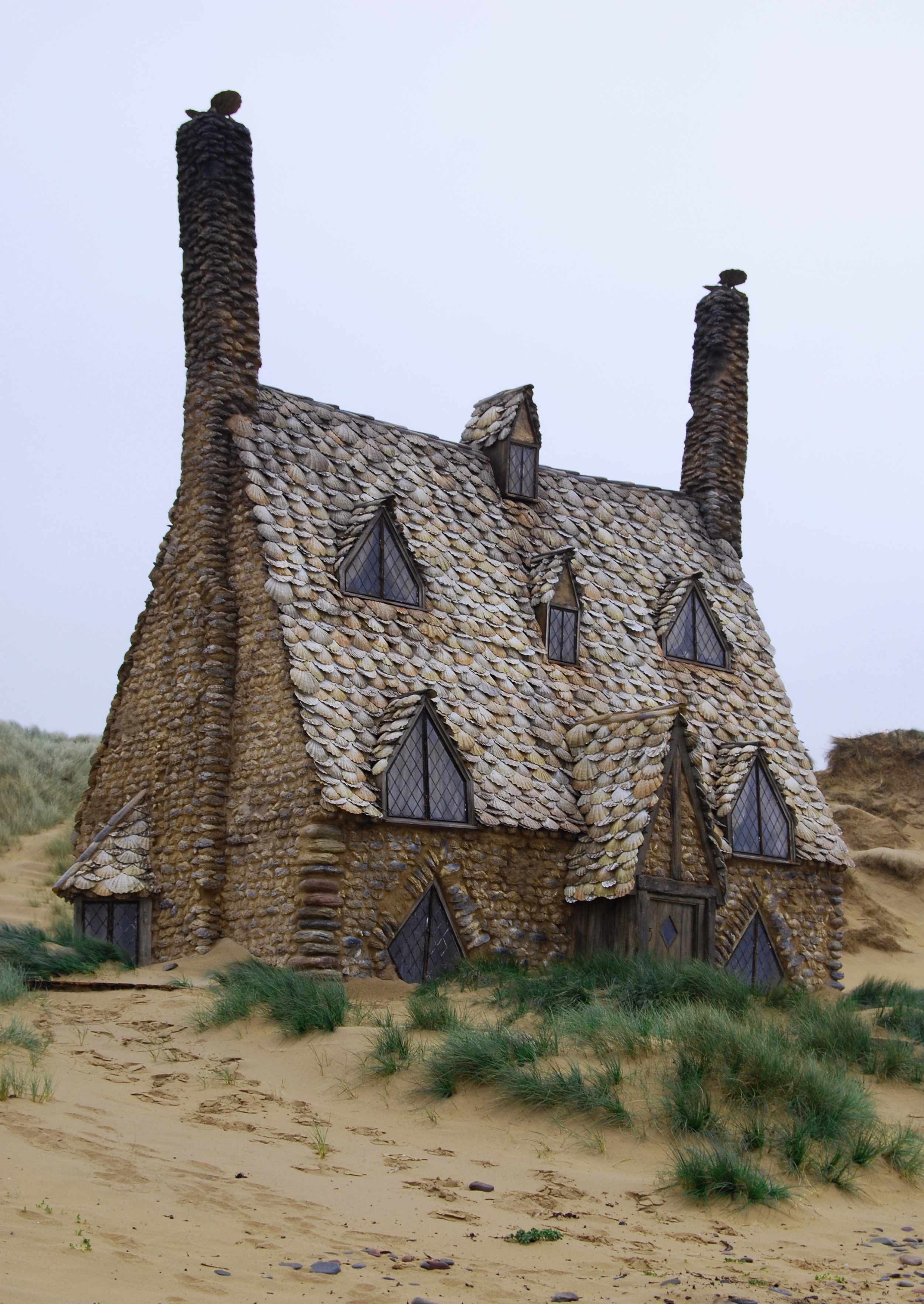
Коттедж «Ракушка»

Коттедж «Ракушка» — небольшой милый домик на берегу моря, в котором поселились молодожёны Билл Уизли и Флёр Делакур.
Сюда пришёл младший брат Билла Рон в седьмой книге, когда рассорился с Гарри и Гермионой. Тут он отсиживался, пока не нашёл способа отыскать друзей вновь. Сюда перенёс Добби спасённых из подвалов усадьбы Малфоев пленников. И в саду коттеджа «Ракушка» Гарри выкопал для него могилу, потому что это спасение стоило Добби жизни. Проживая в этом коттедже после своего чудесного спасения, Гарри, Рон, Гермиона и Крюкохват разработали план ограбления «Гринготтса».

### Паучий тупик
Паучий тупик — невзрачная улочка в бедном квартале, в котором находился дом Снегга. Рядом стоит фабрика (скорее всего, ткацкая), из труб которой поднимается едкий дым, из-за чего окрестная река и лес стали непригодными для жизни.

### Дом Снегга
Дом Снегга — это старое строение в Паучьем Тупике, рядом с ткацкой фабрикой. Мы видим только тёмную гостиную, с ветхими обоями, обставленную разномастной потёртой мебелью. Комната заставлена рассохшимися шкафами, полными книг, и лишь на маленьком пятачке свободного места, в лужице света, бросаемой старой лампой, притулился колченогий столик и пара облезших кресел. Книги в шкафах в основном магические, хотя тут есть и магловские: они, видимо, остались ещё от отца Северуса. Если приглядеться, то можно заметить, что за одним из шкафов скрывается узкая лестница, ведущая на чердак. Где-то тут есть ещё и ход на кухню. Дом выглядит заброшенным и пустующим, так как Снегг большую часть времени проводит в Хогвартсе. Однако он, профессор знаменитой в мире волшебников школы магии и волшебства, человек, вероятно не бедный, не спешит покупать себе пристанище поприличней. Возможно, из-за детских воспоминаний, связанных с Лили Поттер…
Дом впервые описывается в шестой книге, когда Нарцисса Малфой, сопровождаемая своей сестрой, приходит к старому другу за помощью. Именно в этом доме Снегг даёт Нарциссе Непреложный обет, обещая покровительствовать Драко Малфою, сыну Нарциссы, в его миссии, которую возложил на мальчика Волан-де-Морт.

### Детский приют миссис Коул
Детский приют миссис Коул — магловский приют в Лондоне, куда поздним вечером 31 декабря 1926 года добралась Меропа Мракс, уже почувствовавшая близящиеся роды. Именно здесь появился на свет Волан-де-Морт, величайший злой маг второй половины XX века. И именно здесь он, спустя час после рождения, стал сиротой.
От улицы приютский голый и пустой дворик отделяют чугунные ворота, унылое квадратное здание приюта окружает высокая решётка, пол прихожей выложен безрадостной белой и чёрной плиткой… Всё говорит о том, что денег попечителей и усилий миссис Коул хватает только на то, чтобы поддерживать в заведении чистоту и порядок. Дети накормлены, пусть бедно, но опрятно одеты и обуты, об их здоровье заботятся, раз в год их даже вывозят на природу. На то, чтобы дать бедным сиротам хоть толику любви, не хватает ни сил миссис Коул, ни желания двух её нерадивых помощниц.
Когда в седьмой книге Гарри, Рон и Гермиона пытаются найти здание приюта, надеясь, что там может быть спрятан один из крестражей Волан-де-Морта, выясняется, что приют давно снесён, и на этом месте стоит офис.

### Дом Лавгудов
Дом Лавгудов расположен в районе деревни Оттери-Сент-Кэчпоул. Лавгуды живут недалеко от других волшебных семей, в частности, Уизли, Фоссетов и Диггори.
Дом напоминает чёрный цилиндр, похожий на шахматную ладью, над которым средь бела дня всё время висит луна. Кухня в доме совершенно круглая, всё в ней изогнуто по форме стен: плита, рукомойник, шкафы с посудой — и всё расписано яркими цветами, птицами и насекомыми. Комната наверху является одновременно и гостиной, и мастерской, и типографией. Комната Полумны находится на третьем этаже; известно, что потолок был украшен пятью портретами — Гарри, Гермионы, Рона, Джинни, Невилла и словами «Друзья».

## Школы

### Хогвартс
Хогвартс (официальное название Hogwarts School of Witchcraft and Wizardry или, реже, Hogwarts Academy of Witchcraft and Wizardry) — Школа/Академия Чародейства и Волшебства «Хогвартс». Уточнение во второй книге, что «Хогвартс» в переводе на «магловский» язык — это «вепрь», не точно. Если переставить слоги английского названия (Hogwarts), то получится слово warthog, то есть африканский дикий кабан, бородавочник.
Хогвартс, скорее всего, является единственной школой магии на острове, находится в Шотландии. Обучение длится 7 лет. В конце каждого года сдаются экзамены, но особенно важны для будущего учеников экзамены в конце 5-го и 7-го годов. Количество учеников Хогвартса точно неизвестно, но, скорее всего, туда принимаются абсолютно все дети-волшебники из Великобритании. Если принять во внимание количество учеников на одном курсе одного факультета, а в среднем это 10 человек, то всего в школе учатся приблизительно 280 детей.
Управляют школой директор и заместитель директора. К моменту начала действия директором школы является Альбус Дамблдор, его заместителем — Минерва Макгонагалл. Директор отчитывается перед Советом Попечителей, состоящим из 12 человек.
Обучение в школе бесплатное, но книги и школьный инвентарь учащиеся обычно покупают сами. Однако учреждён специальный фонд для покупки учебников и школьного инвентаря малоимущим ученикам.

### Шармбатон

Герб Шармбатона

Шармбатон (англ. Beauxbatons Academy of Magic, фр. Académie de Magie Beauxbâtons) — академия магии, находящаяся где-то во Франции.
Директор — Олимпия Максим. В Академии обучается большее количество студентов, чем в Хогвартсе. Шармбатон принимает молодых волшебников не только из Франции, как принято считать, но и из ближайших европейских государств: Испании, Португалии, Нидерландов, Люксембурга и Бельгии. На гербе Шармбатона изображены две скрещённые палочки, из которых вылетают искры.
Одна из школ-основательниц Турнира Трёх Волшебников. На турнир, описанный в книге «Гарри Поттер и Кубок огня», студенты Шармбатона прибыли на огромной синей карете по воздуху. Карета была запряжена дюжиной золотых коней с белыми гривами, каждый величиной со слона, пьющих только ячменный виски. Честь представить Школу выпала Флёр Делакур, которая заняла последнее, четвёртое место.

### Дурмстранг
Дурмстранг — школа магии и волшебства. Месторасположение школы в книгах не указано, в школе проходят обучение в том числе болгарские волшебники. По косвенным данным можно только предположить, что Дурмстранг находится в какой-либо холодной стране на северо-востоке Европы, по упоминанию Виктора Крама: школа находится высоко в горах, где преобладает суровый северный климат. Стоит отметить двуглавого орла с записью на кириллице на парусе дурмстранговцев и славянские имена учеников. Форма: мантии кроваво-красного цвета. Поверх них носят шубы из клочковатого меха. Пояса — кожаные ремни со звездой. В мире волшебников славится тем, что в этой школе более глубоко изучаются Тёмные Искусства. В XIX веке там учился Геллерт Грин-де-Вальд, который был самым сильным Тёмным магом до пришествия Волан-де-Морта. Одно время директором Дурмстранга был Игорь Каркаров, бывший пожиратель смерти. Название школы обыгрывает немецкое выражение «Sturm und Drang» звучащее как «штурм унд дранг» и переводящееся как «буря и натиск»..

## Косой Переулок
Косой Переулок (англ. Diagon Alley, в других переводах — «Диагон-Аллея») — улица в магической части Лондона, центр для покупки волшебных товаров. Попасть в Косой переулок можно через арку в стене рядом с мусорным баком на заднем дворе бара «Дырявый Котёл», невидимого для маглов. По описанию, Косой Переулок — «мощённая булыжником извилистая улица». К Косому Переулку примыкает Лютный переулок.

### Офис Ежедневного пророка
Офис газеты «Ежедневный пророк».
Само здание в книгах не появляется, но упоминается его местонахождение — в Косом Переулке.

### Торговый центр «Совы»
«Торговый центр „Совы“» (англ. Eyelop's Owl Emporium) — мрачный на вид магазин, из которого доносится тихое уханье. Кроме сов, в заведении продаётся совиный корм.

### Кафе-мороженое Флориана Фортескью
«Кафе-мороженое Флориана Фортескью» (англ. Florean Fortescue's ice-cream parlour) — кафе в Косом Переулке.
Хозяин кафе многое знает о сожжении ведьм в Средние века (судя по книге «Гарри Поттер и узник Азкабана»). В шестой книге витрина кафе-мороженого Фортескью была, как и многие другие лавки в Косом переулке, «заколочена досками».

### Флориш и Блоттс
«Флориш и Блоттс» (англ. Flourish & Blotts) — книжный магазин, в котором продаётся огромное количество волшебных книг. В этом магазине школьники (в том числе Гарри Поттер и его друзья) покупают учебники для Хогвартса. На витрине магазина обычно стоят тиснённые золотом книги с заклинаниями. В третьей книге «Гарри Поттер и узник Азкабана» вместо них там стояла клетка с сотней экземпляров «Чудовищной книги о чудищах».
В книге «Гарри Поттер и Тайная комната» в этом магазине Гарри впервые встречается со Златопустом Локонсом, который почти насильно втаскивает Гарри в кадр фоторепортёров «Ежедневного Пророка». Там же произошла драка между Люциусом Малфоем и Артуром Уизли. И там же Малфой-старший подкинул Джинни Уизли в котёл с учебниками дневник Тома Реддла.
Прототипом, вероятно, является книжный магазин Lello в Порту, который Джоан Роулинг не раз посещала, когда жила и работала в Португалии преподавательницей английского языка.

### Гринготтс

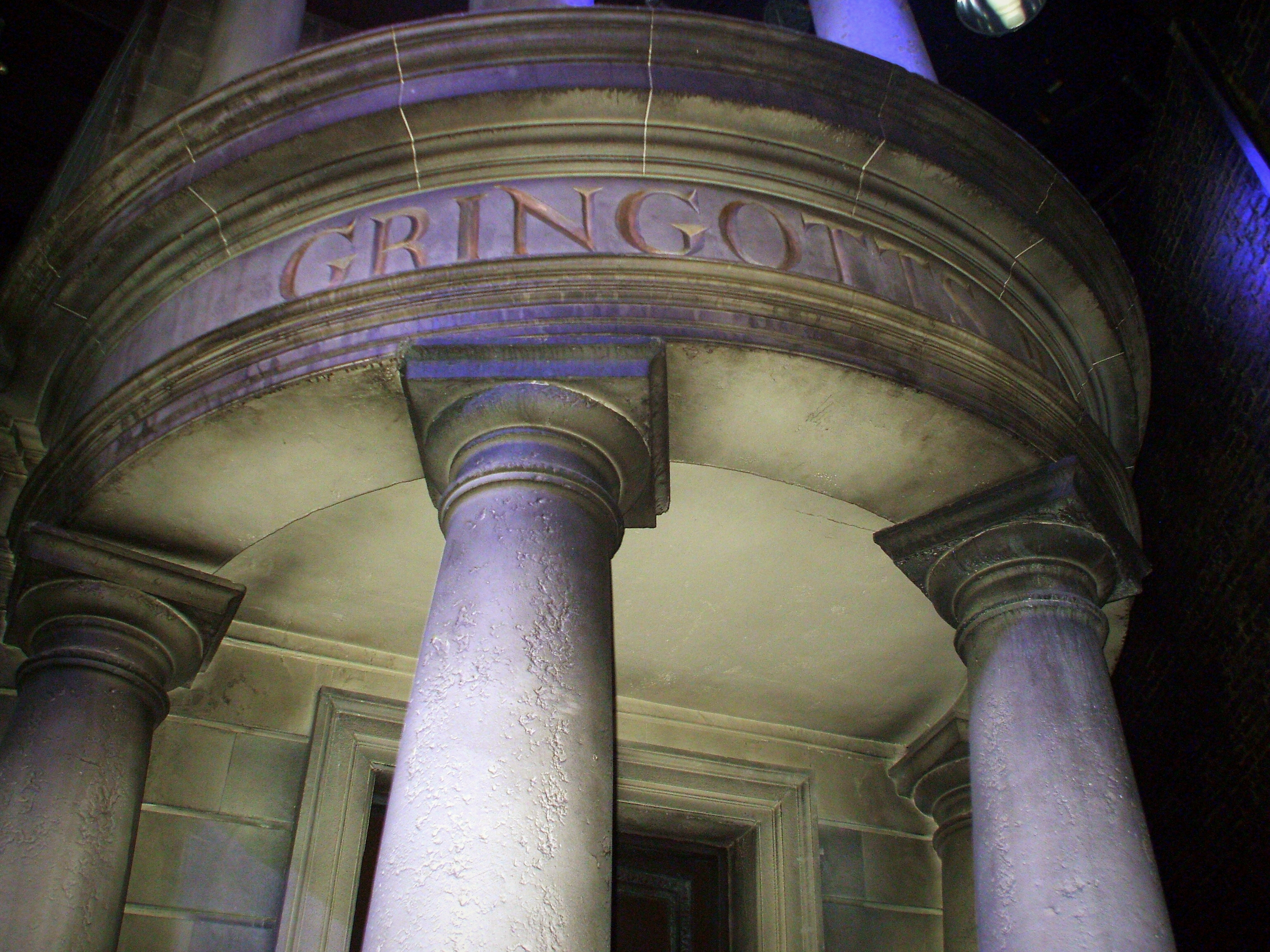
Вход в Гринготтс

Гринготтс (англ. Gringotts) — банк, основанный гоблином Гринготтом, в котором волшебники со всего мира хранят свои сбережения. Единственный международный банк волшебников, упоминающийся в книгах.
Банк находится в Косом переулке в Лондоне. Однако существуют отделения банка и в других странах, например, в Египте. Прежде чем отправиться за покупками, студенты и преподаватели Хогвартса снимают деньги со счёта в банке.
Персонал банка составляют преимущественно гоблины. В Гринготтсе также работают Билл Уизли и Флёр Делакур.

#### Внешний вид
Ослепительно-белое здание, возвышающееся над близлежащими магазинчиками, две отполированные до блеска бронзовые и серебряные двери, ступени из белого мрамора. На серебряных дверях надпись (в переводе «Росмэн»):

Входи, незнакомец, но не забудь,

Что у жадности грешная суть,

Кто не любит работать, но любит брать,

Дорого платит — и это надо знать.

Если пришёл за чужим ты сюда,

Отсюда тебе не уйти никогда.
В огромном мраморном холле гоблины работают со своими гроссбухами. Из холла в разные стороны ведёт большое количество дверей.

#### Надёжность
Банк Гринготтс — самое надёжное место в мире, после Хогвартса. По словам Хагрида, «только псих его попытается ограбить». Хранилища банка находятся очень глубоко: они простираются на сотни миль под землёй, и если кто-то и проникнет туда, то наверх ему добраться будет очень сложно. Подземелья Гринготтса представляют собой узкие каменные коридоры. Путь до камер очень запутан. В некоторых коридорах встречаются подземные озёра, а также сталактиты и сталагмиты. Кроме того, по подтверждённым сведениям, банк охраняется драконами.
При снятии денег со счёта клиент банка должен предъявить ключ от своей камеры, а также назвать её номер. Затем он должен проследовать за гоблином до своей камеры. По подземельям банка передвигаются на тележках, которые ездят настолько быстро, что у некоторых клиентов кружится голова и начинается рвота. К тому же некоторые самые секретные сейфы не запираются на ключ. Их может открыть только гоблин, работающий в банке, прикосновением своей руки к поверхности дверцы сейфа. Если это сделает не гоблин, то несчастного засосёт внутрь. В книге «Гарри Поттер и философский камень» Гарри интересуется у гоблина Крюкохвата, часто ли они проверяют, есть ли кто внутри. Гоблин на это ответил: «Примерно раз в десять лет».

#### Ограбление банка
Несмотря на все средства защиты, банк попытался ограбить Профессор Квиррелл по приказу Волан-де-Морта в день, когда Гарри Поттер и Рубеус Хагрид появились в Косом переулке. Грабитель хотел украсть философский камень, хранившийся в камере номер 713, но у него этого не получилось, так как Рубеус Хагрид за несколько минут до ограбления забрал его.
Спустя шесть лет Гарри Поттер, Гермиона Грейнджер и Рон Уизли с помощью гоблина Крюкохвата ограбили банк. Они прокрались в хранилище, зарегистрированное на семейство Лестрейндж. По мнению Гарри и Гермионы, там находился один из крестражей Волан-де-Морта. Им удалось прокрасться в хранилище, но гоблины обнаружили грабителей и окружили их. Гарри и его друзьям удалось выбраться из банка с большим трудом, лишь с помощью освобождённого от цепей дракона-охранника. Это было первое успешное ограбление в истории банка.

#### Валюта
Волшебные деньги делятся на золотые галлеоны, серебряные сикли и бронзовые кнаты. В одном золотом галлеоне 17 серебряных сиклей, а в сикле — 29 бронзовых кнатов.
Банк также берёт на себя функции обмена магловских денег на волшебные. Один волшебный галеон на 12 марта 2001 года примерно равен 5 фунтам.
Монета 1 галлеон изготовлена из золота 375 (9 карат) пробы. Диаметр монеты 19 мм, толщина 0,5 мм. Масса — 1,98 грамма.
Курс галеона к фунту изменяется в соответствии с ценой на золото.
Достоверных сведений о размерах сикля и кната пока нет.

### Дырявый котёл

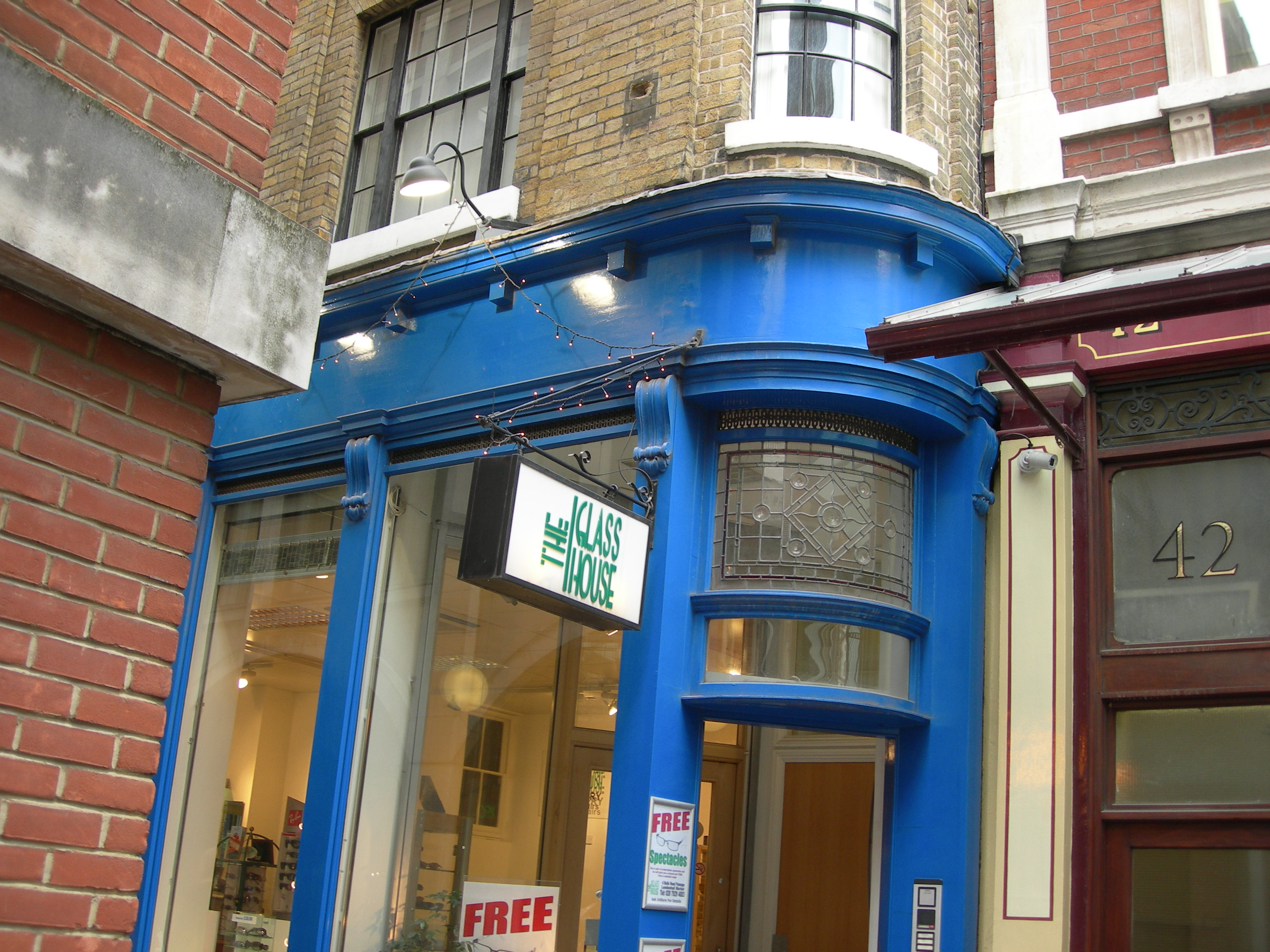
Здание в Лондоне, которое использовалось как помещение Дырявого котла

«Дырявый котёл» (англ. The Leaky Cauldron) — невзрачный паб в Лондоне, который держит бармен Том. Имеет выход на Косой переулок и, таким образом, соединяет мир маглов и магов. Именно через этот паб Гарри Поттер впервые попал в мир волшебников и там познакомился с профессором Квиреллом, а также Дедалусом Динглом, членом Ордена Феникса. Известно, что «Дырявый Котёл» не могут увидеть маглы, вместо него они видят обычное здание. Внутри тёмный и обшарпанный. В магловском мире стои́т между большим книжным магазином и магазином компакт-дисков.

### Мантии на все случаи жизни
Магазин Мадам Малкин «Мантии на все случаи жизни» (англ. Robes for all occasions) находится в Косом переулке и является самым посещаемым магазином одежды в переулке. Здесь можно не только купить готовые мантии, но и подогнать их по фигуре посредством изменения их размеров. В этом магазине Гарри в первый раз увидел Драко Малфоя.

### Волшебный Зверинец
«Волшебный Зверинец» (англ. Magical Menagerie) — волшебный зоомагазин, где продаются коты, жабы, черепахи, слизни, вороны, крысы, кролики. Также можно попросить совета по уходу за домашними питомцами и купить им необходимые лекарства.

### У Олливандера
«У Олливандера» (магазин «Семейства Олливандеров») (англ. Ollivander's) — магазин волшебных палочек, основанный семьёй Олливандеров. Над дверями золотистыми буквами написано: «Семейство Олливандеров — производители волшебных палочек с 382-го года до нашей эры». Магазин находится в «маленьком обшарпанном здании». Мистер Олливандер помнит каждую палочку, которую когда-либо продавал. Палочка стоит около 7 золотых галеонов. Коробки с волшебными палочками лежат на полках в «слегка безумном порядке». Магазин закрыт после похищения мистера Олливандера в шестой книге.

### Котлы
В магазине котлов можно купить котёл любого размера из бронзы, олова, серебра и золота. Предлагаются разновидности котлов: самопомешивающиеся и разборные. Возможно, именно в этом магазине Гарри купил себе весы и складной медный телескоп. Этот магазин находится близко к арке на заднем дворе «Дырявого Котла».

### Всё для Квиддича
«Всё для квиддича» (англ. Quality Qidditch Supplies) — магазин в Косом переулке, где можно купить всё для квиддича, от спортивных мантий до скоростных мётел последней модели.

### Аптека
В аптеке продаются зелья и их компоненты. В аптеке стоит запах тухлых яиц и гнилых кабачков. В ассортимент магазина входят сушёные травы, толчёные корни, перья птиц, клыки, когти и многое другое. Также в аптеке можно приобрести серебряные рога единорога (21 галеон за штуку), глаза жуков (5 кнатов за ковшик) и печень дракона (17 сиклей за унцию).

### Всевозможные волшебные вредилки
«Всевозможные волшебные вредилки» (англ. Weasleys' Wizard Wheeses) — магазин близнецов Уизли, который они открыли после «побега из Хогвартса» в пятой книге по адресу Косой переулок, 93. После второй войны Волшебного мира и смерти Фреда Уизли на помощь второму брату пришёл Рон Уизли.
Основная специализация магазина — волшебные шутки и приколы. Однако этим он не ограничивается. В магазине можно купить и любовные напитки, и «Патентованные чары», и даже карликовых пушистиков (волшебные существа, представляющее собой розовые и лиловые пушистые шарики. Очень миленькие попискивающие создания, которые очень нравятся девочкам). Есть тут и вполне серьёзный отдел, продающий вещи, наделённые защитной магией: шляпы- мантии- и перчатки-щиты, Порошок мгновенной тьмы, Отвлекающие обманки… Единственное, что объединяет все эти разнообразные товары — неизменно высокое качество и потрясающий уровень магии. К тому же многие вещи — эксклюзивные разработки Фреда и Джорджа. И ещё одна отличительная черта товаров «от Уизли»: даже к самым, казалось бы, страшным вещам они подходят с юмором. Чего стоят, например, некоторые названия: «Съедобные Чёрные метки — всякого стошнит!» или «Висельник многоразового использования». А уж спародировать плакат Министерства магии, который висел во всех витринах Косого переулка в шестой книге — было не только смелым озорным поступком, но и прекрасным рекламным ходом:

Почему так всех волнует Тот-Кого-Нельзя-Называть?

Лучше пусть народ волнует Тот-Кто-Умеет-В-Кишках-Застревать!

Он хитёр, он шустёр! От него с давних пор

У всей страны запор!

Неудивительно, что магазин братьев Уизли — прибыльное заведение.

#### Товары магазина
- Забастовочные Завтраки (англ. Skiving Snackboxes):
  - Блевальные батончики (англ. Puking Pastilles)
  - Кровопролитные конфеты (англ. Blood Blisterpod)
  - Гриппозная галета (англ. Fever Fudge)
  - Обморочные орешки (англ. Fainting Fancies)
  - Помадки Канареечные-Кремовые
  - Ириски «Гиперъязычок» (англ. Ton-Tongue Toffee)
- Безголовая шляпа (англ. Headless Hat)
- «Висельник многоразового использования»
- «Набор начинающего негодяя»
- Драже-вонючки (англ. Stink Pellets)
- Отвлекающие обманки (англ. Decoy Detonators)
- Порошок мгновенной тьмы (англ. Instant Darkness Powder) (импортируется из Перу)
- Съедобные Чёрные метки
- Гарантированный десятисекундный прыщевыводитель
- Карликовые Пушистики
- Лжеволшебные палочки
- Волшебные перья для письма
  - Самозаправляющиеся перья
  - Перья с автоответчиком
  - Перья со встроенной проверкой орфографии
- Улётная Убойма Уизли (англ. Weasleys' Wildfire Whiz-bangs)
  - Пакет простейших полыхалок (англ. Basic Blaze box)
  - Долбанады Делюкс (англ. Deflagration Deluxe)
  - Великолепная взрывчатка (англ. Exploding Snap)
- Наборы Чудо-ведьма
  - Патентованные чары — грёзы наяву
  - Любовные зелья
- Драчливые телескопы
- Магловские фокусы (карточные и с верёвочкой)
  - Плащи-щиты
  - Шляпы-щиты
  - Перчатки-щиты
- Удлинители ушей (для подслушивания)
- Портативное болото

### Лавка старьёвщика
В книге «Гарри Поттер и Тайная Комната» упоминается маленькая лавка, торгующая «сломанными волшебными палочками, испорченными медными весами, старыми заляпанными мантиями и прочим хламом». Также там продаётся потёртая брошюра «Старосты Хогвартса и их дальнейший жизненный путь», которую в третьей книге прочитал Перси Уизли.

## Хогсмид
Хогсмид (англ. Hogsmeade) — деревня волшебников из серии романов о Гарри Поттере английской писательницы Дж. К. Роулинг.
Хогсмид находится на другом берегу озера недалеко от Хогвартса. Ученики школы, начиная с третьего курса, могут посещать деревню по выходным, если у них есть разрешение от родителей или замещающих их лиц, в том числе маглов.
В Хогсмиде много магазинчиков, таких, как «Зонко» — магазин волшебных приколов, «Сладкое Королевство» — магазин всевозможных сладостей, есть кафе и рестораны, например, «Кабанья голова» и «Три метлы», есть также отделение совиной почты.
На окраине деревни находится железнодорожная станция Хогсмид, куда каждый год 1 сентября прибывает Хогвартс-Экспресс, доставляющий учеников в Хогвартс, и оттуда же он отбывает летом в конце семестра.
К достопримечательностям Хогсмида относится Визжащая Хижина, заброшенное здание с заколоченными окнами на окраине деревни. Она имеет репутацию самого населённого призраками места во всей Англии — главным образом, из-за исходившего оттуда двадцать лет назад ужасного шума, воя и грохота, которые на самом деле издавал Римус Люпин, когда трансформировался в оборотня в школьные годы.
Считается, что Хогсмид был основан примерно в то же время, что и Хогвартс, волшебником по имени Хенгист из Вудкрофта.
В серии романов упомянуты три доступных потайных хода, ведущие из Хогвартса в Хогсмид, и ещё четыре хода, заблокированные Аргусом Филчем при обнаружении. Один из доступных потайных ходов скрыт в статуе горбатой старухи, открывается заклинанием «Диссендио» и ведёт в «Сладкое Королевство», другой начинается под Гремучей Ивой и ведёт в Визжащую Хижину, третий был скрыт в трактире «Кабанья голова» и вёл в Выручай-комнату.

### Три метлы
«Три метлы» (англ. The Three Broomsticks) — паб Мадам Розмерты в Хогсмиде, расположенный на первом этаже небольшой гостиницы. Наиболее популярное место встреч студентов и преподавателей Хогвартса, и даже сотрудников Министерства магии. Здесь Гарри подслушал разговор Хагрида, МакГонагалл и Фаджа о Сириусе Блэке.

### Кафе мадам Паддифут
«Кафе мадам Паддифут» (англ. Madam Puddifoot’s Teashop) имеет репутацию пристанища для влюблённых парочек, в основном, студентов Хогвартса. Здесь встречались Чжоу Чанг и Гарри Поттер, раньше — Чжоу Чанг и Седрик Диггори.

### Зонко
«Зонко» (англ. Zonko’s) — лавка диковинных волшебных штучек в Хогсмиде, чьи товары были весьма популярны у студентов Хогвартса. По крайней мере, до тех пор, пока в Косом переулке не открылся магазин братьев Уизли «Всевозможные волшебные вредилки». Во времена второго прихода к власти сторонников Волан-де-Морта лавка «Зонко» была закрыта, поскольку учеников не отпускали на выходные в Хогсмид, и спрос на товары резко упал.

### Станция «Хогсмид»

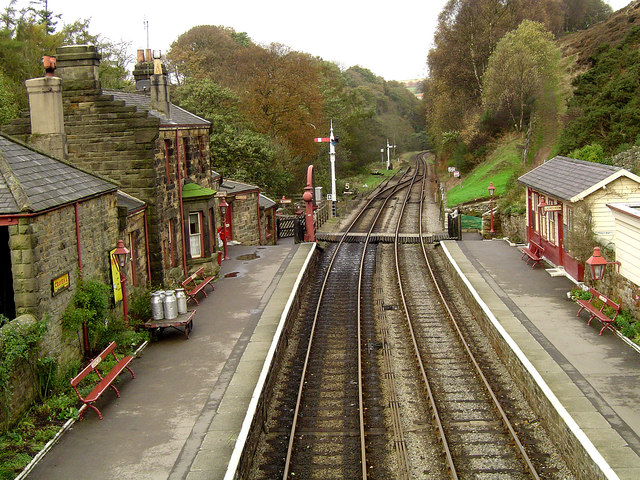
Станция «Хогсмид»

Станция «Хогсмид» (англ. Hogsmeade Station) — одноимённая станция. Чтобы добраться до станции Хогсмид, надо сесть на поезд «Хогвартс Экспресс», который отправляется с платформы 9¾ вокзала «Кингс Кросс» в Лондоне. На платформу 9¾ можно попасть, пройдя через кирпичную стену, разделяющую платформы 9 и 10. (Платформы 9 и 10 на вокзале «Кингс Кросс» в Лондоне действительно существуют.) На карте, которую Дж. К. Роулинг нарисовала для съёмок фильмов по своим книгам, станция находится к юго-востоку от школы, а деревня Хогсмид — к северо-западу.

### Кабанья голова
«Кабанья голова» (англ. The Hog’s Head) — трактир в Хогсмиде, который держит Аберфорт Дамблдор. В отличие от паба «Три метлы», тут довольно грязно и темно: сквозь годами немытые окна свет с улицы едва пробивается, а земляной пол при ближайшем рассмотрении оказывается никаким не земляным, просто на нём лежит большой слой грязи. Не отличается особой чистотой и подаваемая здесь посуда. Недаром профессор Флитвик советует Гермионе, коль ей так приспичило пойти в «Кабанью голову», брать с собой стаканы.
Зато цены тут намного ниже, чем в других пабах Хогсмида, а хозяин никогда не задаёт никаких вопросов. В «Голове» спокойно отнесутся и к вуали до полу, и к надвинутому на самые глаза капюшону, и даже к продаваемой из-под полы контрабанде. Неудивительно, что у «Кабаньей головы» давняя и устойчивая репутация тёмного заведения. В трактире мало что изменилось с тех пор, как гоблины устраивали здесь штаб-квартиру своего восстания. Впрочем, «Кабаньей голове» грех жаловаться, что её золотые денёчки прошли. И в наше время тут происходят судьбоносные события. Именно здесь, в меблированных комнатах на втором этаже, Сивилла Трелони произнесла своё Пророчество, которое слышал, но не дослушал Северус Снегг. Здесь же состоялось первое собрание Отряда Дамблдора, которое краем глаза видел мелкий хулиган Наземникус Флетчер. Здесь был своеобразный «вокзал», когда нужно было срочно эвакуировать несовершеннолетних студентов Хогвартса и одновременно принять волшебников, прибывавших для участия в Битве за Хогвартс.
Так что, хоть «Кабанья голова» и выглядит чуть ли не воровским притоном, она может похвастаться намного более интересной историей, чем любой другой бар в Хогсмиде.

### Шапка-невидимка
«Шапка-невидимка» (англ. Gladrags Wizardwear) — магазин одежды в Хогсмиде. Туда наведались Гарри Поттер с друзьями, чтобы купить домовику Добби несколько пар носков в подарок.

### Сладкое королевство
«Сладкое королевство» (англ. Honeydukes) — знаменитая кондитерская в Хогсмиде, где продают всевозможные волшебные сладости на любой вкус: от драже «Берти Боттс» до сахарных перьев и карамельных бомб. Также в ассортимент кондитерской входят шоколадные лягушки, лакричные леденцы, шоколадные шарики, мятные мыши, желейные слизняки и многое другое.
Из подпола «Сладкого королевства» в Хогвартс ведёт подземный ход, которым пользовался Гарри Поттер, когда на третьем курсе не имел разрешения от ближайших родственников посещать Хогсмид.
Владелец кондитерской — Амброзиус Флюм.

### Визжащая хижина
Визжащая хижина (англ. Shrieking Shack) — старый дом, находящийся на краю деревни Хогсмид.
Из Хогвартса в хижину можно попасть по подземному ходу, который берёт начало под Гремучей ивой. Она защищает вход с помощью своих длинных и гибких ветвей, круша всё, до чего может дотянуться. Чтобы «успокоить» дерево, необходимо нажать на сучок на её стволе.
Впервые Визжащая хижина упоминается в романе «Гарри Поттер и узник Азкабана» как дом, населённый призраками и находящийся на окраине деревни Хогсмид. Хижина стоит в одичавшем саду, а её окна заколочены досками наглухо. В романе Гарри узнаёт, что в дом ведёт тайный подземный коридор, вход в который находится под Гремучей ивой.
Именно в этом доме скрывался Сириус Блэк, сбежав из Азкабана. А за много лет до этого, когда в Хогвартсе учились родители Гарри, Визжащая хижина была убежищем Римуса Люпина во время полнолуния, когда он превращался в оборотня.
Гарри попадает в хижину, последовав за Сириусом Блэком, который в обличье большого чёрного пса схватил Рона и утащил в секретный тоннель. В Визжащей хижине Гарри, Гермиона и Рон узнают истину о Римусе Люпине, Сириусе Блэке и Питере Петтигрю.
В романе «Гарри Поттер и Дары Смерти» Волан-де-Морт командует армией Пожирателей смерти из Визжащей хижины, где скрывается сам и прячет свою змею Нагайну. Там же происходит убийство Северуса Снегга, после чего Тёмный Лорд покидает место своего укрытия. Гарри, Рон и Гермиона попадают в хижину через тайный вход и, скрываясь под мантией-невидимкой, наблюдают сцену убийства, при этом Гарри успевает получить от Снегга его воспоминания. Троица покидает хижину. После этих событий хижина в романах не упоминается.
В игре «Гарри Поттер и узник Азкабана» Визжащая хижина показана только в сюжетном ролике. В сюжете игры гораздо большую роль играет секретный коридор, где Гарри и Гермиона сражаются со врагами.

### Гремучая ива
Грему́чая и́ва (англ. Whomping willow), встречается также перевод «Дракучая ива» — дерево, посаженное на территории Хогвартса Альбусом Дамблдором — директором школы. Начинает избивать ветвями любой предмет или живое существо, которое имело неосторожность попасть в «зону поражения». Гремучую иву посадили специально для того, чтобы она охраняла вход в подземный лаз, ведущий в Визжащую хижину. Именно в хижине каждое полнолуние отсиживался Римус Люпин, и ива была призвана не пустить к оборотню его потенциальных жертв.
Дерево можно «выключить», нажав на специальный сучок. Мадам Помфри останавливала дерево каждый раз, когда сопровождала Люпина к месту его ежемесячного карантина во время его учёбы в школе. Позже дерево отключал Питер Петтигрю, превратившись в крысу, когда все четыре «мародёра» собирались в Визжащей хижине для своих проделок. Профессор Стебель, надо думать, тоже знала, как утихомирить дерево, когда по настоятельному совету Златопуста Локонса накладывала на ветки шины (Гарри Поттер и Рон Уизли перед этим врезались в иву на летающем автомобиле мистера Уизли). Гремучую иву останавливал кот Живоглот, которого этому научил Сириус Блэк. Под ударами ветвей Гремучей ивы погибает «Нимбус 2000», метла Гарри, которую так неудачно отнесло ветром.
Последний раз Гремучая ива упоминается в сценах Битвы за Хогвартс. Гарри, Рон и Гермиона останавливают дерево, чтобы пробраться в Визжащую хижину, откуда Волан-де-Морт командовал своей армией.

## Министерские Организации

### Министерство Магии
Министерство магии (англ. Ministry of Magic) — организация в мире Гарри Поттера, представляющая собой орган управления Магического Сообщества Соединённого Королевства. Каждая страна имеет своё собственное Министерство магии.

### Азкабан
Азкабан (англ. Azkaban) — это вымышленная тюрьма для волшебников в серии романов о Гарри Поттере.
Волшебники, которые нарушают законы магического сообщества Англии, отбывают заключение в этой тюрьме (не вполне ясно, есть ли там преступники из других стран, но такой вариант представляется вполне вероятным). В первых книгах цикла тюрьму охраняют дементоры, которые подчиняются Министерству Магии. Как правило, в Азкабан попадают волшебники, совершившие тяжкие преступления. Многие из заключённых — сторонники Лорда Волан-де-Морта. Во время второй магической войны Азкабан становится ненадёжным из-за того, что охранники тюрьмы — дементоры, переметнулись на сторону Волан-де-Морта.
В фильмах Азкабан представляется высокой башней, имеющей в плане треугольную форму и стоящей посреди моря.

#### Этимология
В переводе с английского языка — to ban означает изгонять.

#### Местоположение
В соответствии с романом «Гарри Поттер и Принц-полукровка», Азкабан находится в Северном море, на одном из островов.

#### Репутация
В мире волшебников тюрьма Азкабан вполне оправдано считается ужасным местом. Тюрьму охраняло множество дементоров, которые, как известно, магическим образом вытягивают из человека все светлые эмоции и заставляют вновь переживать все самые худшие воспоминания в жизни. Сириус Блэк рассказывал, что многие заключённые просто прекращали есть и умирали от голода.

#### Известные узники Азкабана

##### Пожиратели смерти
- Барти Крауч-младший
- Беллатриса Лестрейндж
- Люциус Малфой
- Рабастан Лестрейндж
- Рудольфус Лестрейндж
- Уолден Макнейр
- Августус Руквуд
- Антонин Долохов
- Игорь Каркаров
- Джагсон
- Эйвери
- Мальсибер

##### Другие виновные узники
- Персиваль Дамблдор (убил нескольких маглов, мстя за свою дочь Ариану Дамблдор)
- Марволо Мракс (ранил 3-x сотрудников Министерства Магии)
- Морфин Мракс (нападение на магла, сопротивление при аресте)
- Криспин Кронк (за незаконное содержание сфинксов в саду, появляется на карточке в играх)

##### Невиновные узники
- Сириус Блэк (подставлен Питером Петтигрю)
- Морфин Мракс (подставлен своим племянником Томом Марволо Реддлом)
- Рубеус Хагрид (после второго открытия Тайной комнаты, забран в Азкабан «на всякий случай»)
- Стерджис Подмор (за «взлом» и «попытку ограбления» в Министерстве Магии)
- Мать Б. Крауча-младшего (сидела в Азкабане приняв облик своего сына)
- Стэн Шанпайк (за якобы пособничество Пожирателям Смерти)

### Больница Святого Мунго
Больница Святого Мунго — больница для волшебников и ведьм из серии романов о Гарри Поттере.
Основатель больницы — Мунго Бонэм (1560—1659), известный целитель. Первый раз больница упоминается во второй книге «Гарри Поттер и Тайная комната», когда Златопуст Локонс попадает туда после попытки применить заклинание Забвения неисправной палочкой Рона.
В больнице Святого Мунго работают не врачи, а целители. Их форма — лимонные халаты, на которых вышит герб волшебников-целителей: скрещённые волшебная палочка и кость.
Снаружи здание выглядит как магловский универмаг с табличкой на двери: «Закрыто на ремонт». У витрины стоят манекены, которые могут двигаться, если к ним обратится волшебник. Чтобы войти внутрь, нужно всего лишь пройти через стекло, на что способен, опять-таки, только волшебник.

#### Целители больницы, упоминавшиеся в книгах
- Дервент Дайлис — бывший директор школы Хогвартс, целительница;
- Сепсис Август — целитель-стажёр;
- Сметвик Гиппократ — дежурный целитель в палате тяжёлых укусов;
- Страут Мириам — целительница;
- Янус Тики — целитель, работающий с больными, потерявшими память;
- Ланселот — целитель, родственник тётушки Мюриэль.

#### Отделения больницы
Отделения больницы Святого Мунго расположены на шести этажах:
| 1 этаж | Травмы от рукотворных предметов. Взрыв котла, обратное срабатывание волшебной палочки, поломка метлы и пр. |
| 2 этаж | Ранения от живых существ. Укусы, ужаления, ожоги, застрявшие шипы и пр.                                    |
| 3 этаж | Волшебные вирусы. Инфекционные заболевания: драконья оспа, болезнь исчезновения, грибковая золотуха и пр.  |
| 4 этаж | Отравления растениями и зельями. Сыпи, рвота, неудержимый смех и пр.                                       |
| 5 этаж | Недуги от заклятий. Наговор, несовместимый с жизнью, порча, неправильно наложенные чары и пр.              |
| 6 этаж | Буфет для посетителей и больничная лавка.                                                                  |

#### Пациенты, упоминавшиеся в книгах
Пациентами больницы в разное время становились:
- Алиса Долгопупс — после пытки заклинанием Круциатус (лишилась рассудка) вместе с мужем;
- Фрэнк Долгопупс — после пытки заклинанием Круциатус (лишился рассудка) вместе с женой;
- Златопуст Локонс — попал в больницу с полной амнезией после неудачного применения им заклинания Забвения;
- Артур Уизли — после нескольких укусов Нагайны во время дежурства возле Отдела Тайн по делам Ордена Феникса;
- Нимфадора Тонкс — после сражения в Министерстве магии ей пришлось несколько дней провести в больнице;
- Билл Уизли — после драки с оборотнем Фенриром Сивым;
- Минерва Макгонагалл — попала в больницу после того, как в неё попало четырёхкратное Оглушающее заклятие.
- Бродерик Боуд — сотрудник Отдела Тайн Министерства Магии. Уже на стадии выздоровления был задушен присланным ему отростком дьявольских силков.
- Кэти Белл — попала в больницу после того, как дотронулась до проклятого ожерелья.

### Платформа 9¾

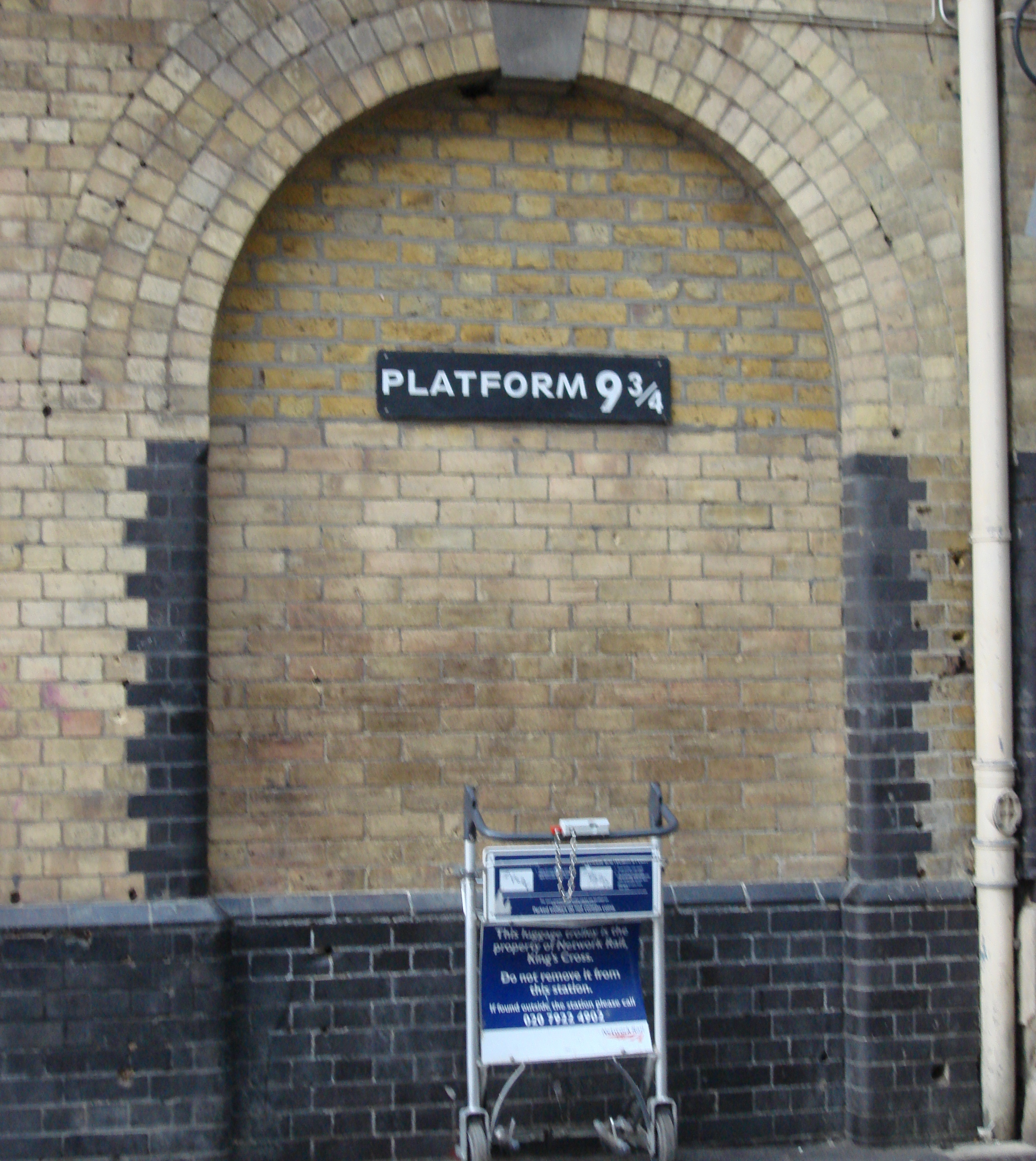
Памятник входу на платформу 9¾

Платформа 9¾ — заколдованная платформа на лондонском вокзале «Кингс Кросс». Видеть её и попасть туда могут только волшебники. Поэтому когда анимаг Сириус Блэк в пятой книге пробирается на платформу в виде огромной чёрной собаки, это выдаёт его, и оказавшийся рядом Люциус Малфой понимает, что Блэк в Лондоне.
Для того, чтобы пройти на платформу 9¾, необходимо пройти сквозь кирпичную стену, разделяющую платформы 9 и 10. В фильмах, снятых по мотивам книг о Гарри Поттере, герои проходят не сквозь стену, а сквозь колонну, поддерживающую крышу между 4 и 5 платформами, так как в реальности на вокзале Кингс Кросс платформы 9 и 10 разделены не стеной, а двумя параллельными путями.
Каждый год 1 сентября с платформы 9¾ отходит Хогвартс-экспресс, следующий до станции Хогсмид. Этот поезд отвозит также учеников на рождественские каникулы, привозит их в Хогвартс на второй семестр, и возвращает в Лондон после окончания учебного года. Как используется платформа 9¾ вне этого времени, неизвестно.

## Тёмные места

### Лютный переулок
Лютный переулок, «Дрянная аллея» (англ. Knockturn Alley) примыкает к Косому переулку и занимает меньшую площадь. Это кривая затемнённая улочка с лавками, в которых продаются тёмные артефакты и ингредиенты для тёмной магии. Самой знаменитой из них является лавка «Горбин и Бэрк». Волшебники, пользующиеся услугами этих заведений, обычно предпочитают этого не афишировать.

### Горбин и Бэрк
«Горбин и Бэрк» (англ. Borgin & Burkes) — магазинная лавка «Горбин и Бэрк» располагалась в Лютном переулке — месте, в котором обитали воры, мошенники и торговцы Тёмными артефактами. Магазин «Горбин и Бэрк» специализируется на продаже ценных магических предметов и артефактов, в частности, Тёмных (проклятых, негативно влияющих на других людей и т. д.) В этой лавке было много по-настоящему могущественных Тёмных вещей — инструменты для пыток, маски, петли, проклятые предметы.
В «Горбин и Бэрк» отнесла Медальон Слизерина Меропа Мракс, когда, будучи на позднем сроке беременности, отчаянно нуждалась в деньгах. Хозяин магазина заплатил ей за эту уникальную вещь всего 10 галеонов.
В «Горбин и Бэрк» поступил на работу Том Реддл, надеявшийся (и не напрасно) с помощью магазина выйти на артефакты, связанные с именами основателей Хогвартса.
В «Горбин и Бэрк» попадает случайно промахнувшийся камином Гарри Поттер во второй книге и там получает немного полезной информации.
В «Горбин и Бэрк» спешит Драко Малфой, новоявленный Пожиратель смерти, чтобы, припугнув хозяина, заставить его починить стоящий тут Исчезательный шкаф и заодно заказать про́клятое ожерелье, которое чуть не отобрало жизнь Кэти Белл. А позже именно через «Горбин и Бэрк», через Исчезательный шкаф, в Хогвартс попадает группа Пожирателей, ведомых тем же Драко.

### Нурменгард
Нурменгард (англ. Nurmengard) — тюрьма, созданная Геллертом Грин-де-Вальдом. Она была построена с целью заключения в ней идейных врагов Грин-де-Вальда. На вратах Нурменгарда выбита надпись: «Ради общего блага» и рисунок, символизирующий Дары Смерти. Проиграв дуэль с Дамблдором, Грин-де-Вальд был заточён в собственной тюрьме, где его убил Волан-де-Морт в седьмой книге.

### Пещера с медальоном Слизерина
Пещера с медальоном Слизерина — пещера на берегу моря, где Лорд Волан-де-Морт спрятал один из своих крестражей, Медальон Слизерина.
Когда-то давно, во второй трети тридцатых годов XX века, в небольшую деревушку невдалеке от прибрежных скал привезли «на природу» воспитанников лондонского приюта. Среди сирот был и Том Реддл, только входящий во вкус открывшихся у него магических способностей. Облазив окрестности, он нашёл обрыв, в стене которого скрывалась большая пещера. К ней было опасно подбираться с суши, и уж совершенно невозможно — со стороны воды, но Том ухитрился не только сам залезть туда, но и сводить Эми Бенсон и Денниса Бишопа. Можно только догадываться, чем не угодили будущему Тёмному Лорду эти ребята и что именно произошло в пещере. Без сомнения, нечто страшное, потому что Эми и Деннис с тех пор «стали какими-то пришибленными», хотя на вопросы воспитателей отвечали только, что ходили с Томом осматривать окрестности.
Труднодоступность пещеры и приятное воспоминание о первом опыте полной власти над другими людьми сделало это место притягательным для Волан-де-Морта. Он решает спрятать тут Медальон Слизерина, будучи в полной уверенности, что крестраж невозможно ни найти, ни, тем более, достать. О том, что это не так, Тёмный Лорд не догадывался вплоть до седьмой книги, когда перед Битвой за Хогвартс проверил свои тайники.